# Cloud9
Cloud9 — интегрированная среда разработки, предоставляемая по модели облачных вычислений, запущенная 28 февраля 2011 года разработчиками текстового редактора Ace. Среда поддерживает несколько языков программирования, при этом, основной фокус направлен на JavaScript и HTML/CSS.
Среда разработки полностью написана на JavaScript, и использует Node.js на серверной стороне. В качестве текстового редактора используется Ace, имеется интеграция с GitHub и Bitbucket. Имеется возможность развёртывать написанные приложения в Microsoft Azure.
Исходный код Cloud9 представлен на GitHub.
В 2016 году компания-разработчик сервиса Cloud9 поглощена корпорацией Amazon, вскоре после этого среда разработки включена в состав публично-облачной платформы Amazon Web Services.